# Epistilbit
Epistilbit ist ein relativ häufig vorkommendes Mineral aus der Mineralklasse der „Silikate und Germanate“. Strukturell gehört er innerhalb der Gerüstsilikate zur Gruppe der Zeolithe. Epistilbit kristallisiert im triklinen Kristallsystem mit der idealisierten chemischen Zusammensetzung Ca3[Si18Al6O48]·16H2O und ist damit chemisch gesehen ein wasserhaltiges Calcium-Alumosilicat.
Epistilbit bildet prismatisch-säulige, häufig nach der c-Achse [001] gestreckte Kristalle mit rhombenförmigem Querschnitt bis zu maximal 3 cm Größe, an denen das Prisma {110} immer trachtbestimmend ist. Nahezu alle Epistilbit-Kristalle sind nach (100) verzwillingt und weisen dadurch ein pseudorhombisches Aussehen auf. Wiederholte Zwillingsbildung nach (110) und (100) führt zu zyklischen oder „V-förmigen“ Zwillingen. Die Kopflächen der Kristalle sind oft matt, rau oder „gefrostet“. Epistilbit findet sich auch in Form von radialstrahligen, blätterigen und seltener auch körnigen Aggregaten.
Die Typlokalität des Epistilbits ist das Gebiet Breiðdalur–Berufjörður in der Gemeinde Djúpavogshreppur, Austurland, Island, und hier wahrscheinlich der Berg „Teigarhorn“ am Berufjord (Koordinaten des Teigarhorns am Berufjord).

## Etymologie und Geschichte

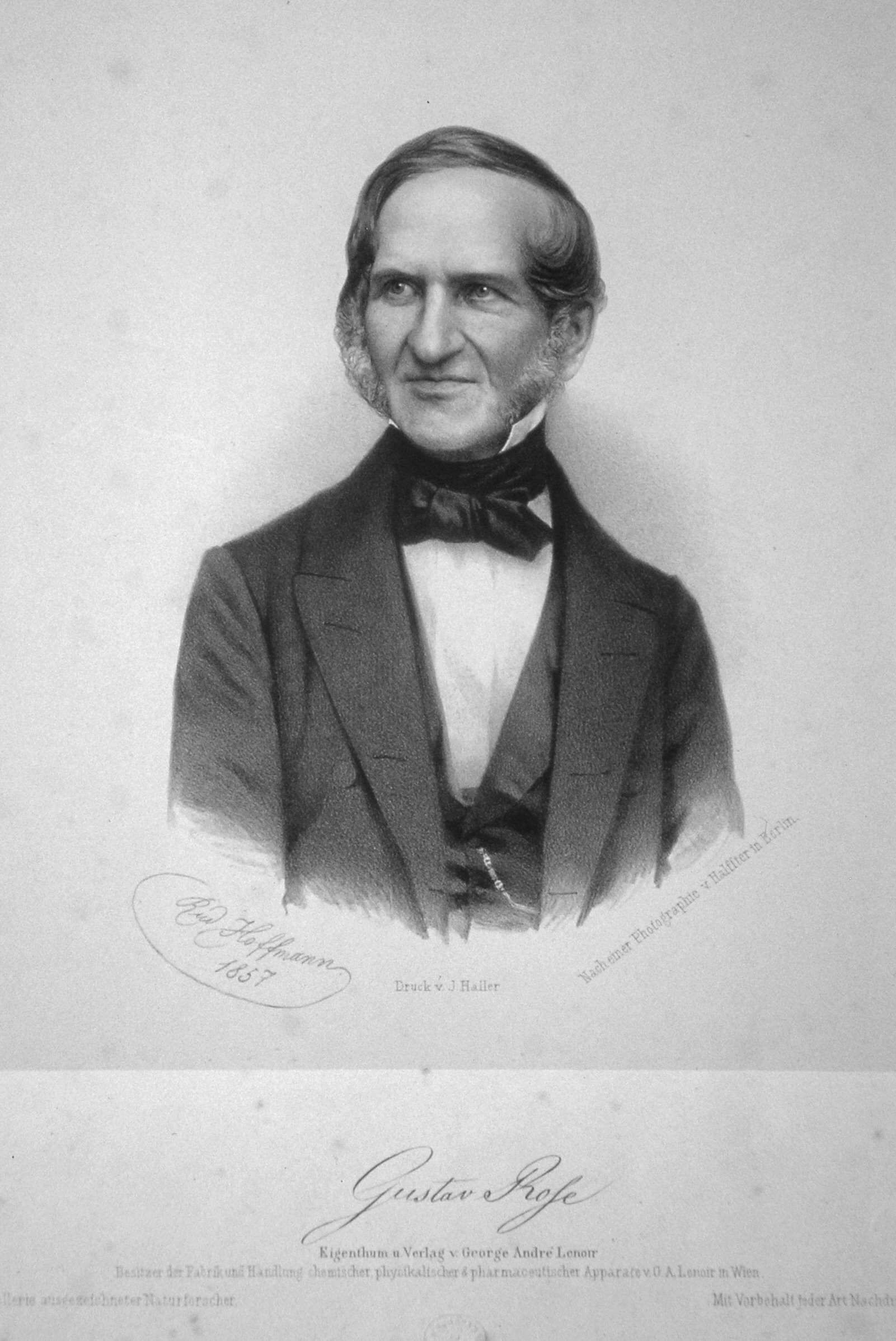
Gustav Rose entdeckte in Material aus Island ein neues Zeolithmineral und beschrieb es 1826 als „Epistilbit“

Das heute Epistilbit genannte Mineral wurde erstmals 1826 von Gustav Rose im deutschen Wissenschaftsmagazin Poggendorffs Annalen der Physik und Chemie als ein neues, zur Familie der Zeolithe gehörendes Mineral aus „Island und den Färöer Inseln“ beschrieben, wo es in den „Höhlungen eines Mandelsteins“ auftreten sollte.

„Ich hatte diese Gattung schon vor mehreren Jahren in der Königlichen Mineraliensammlung in Berlin gesehen, und ihre Form bestimmt. Herr Prof. Weiß hatte schon früher einige Stücke mit Zwillingskrystallen, die indeß nicht sehr deutlich waren, besonders gestellt und für eine neue Varietät des Blätterzeoliths gehalten … Ich fand später 1824 den Epistilbit wieder in Paris in der Privatsammlung des Königs, wo Herr Graf von Bournon sie schon als etwas Neues ausgezeichnet hatte.“

Von den Färöer-Inseln sind allerdings keine modernen Epistilbit-Funde bekannt, so dass wahrscheinlich alle von Rose untersuchten Stufen Material aus Island darstellten. Der wahrscheinliche Erstfundort ist das Ufer des Berufjörður („Berufjord“) am Fuße des Búlandstindur in der Nähe des Observatoriums Djúpivogur.
Rose benannte das Mineral im Hinblick auf die Ähnlichkeit des Minerals mit den Kristallen des Stilbits (altgriechisch ἐπί epi, deutsch ‚nahe‘). Stilbit war 1797 von Jean-Claude Delamétherie aufgrund seines Perlmutt- bzw. Glasglanzes nach altgriechisch στίλβη stílbe, deutsch ‚Glanz, Schimmer‘, genannt worden. Der Name Epistilbit hat Mineralogen und Mineralsammler seit seiner Einführung verwirrt. Epistilbit ist eine eigene Mineralspezies und hat in keiner Hinsicht etwas mit Stilbit, Desmin (= Stilbit) oder Epidesmin (= Stellerit) zu tun.
Ein Mineral, welches heute ebenfalls als Epistilbit bezeichnet wird, hatte allerdings schon 1823 Johann Friedrich August Breithaupt als „neue Species der Zeolith-Ordnung erkannt“ und als Monophan (nach altgriechisch μονοφανής monophanés, deutsch ‚allein erscheinend, allein sichtbar‘, mit Rücksicht auf den Schimmer auf der Spaltfläche) beschrieben, weswegen dieser Name eigentlich prioritär wäre. Das Mineral war in der Sammlung von Abraham Gottlob Werner als Adular fehlbestimmt und später von Breithaupt mit dem Epistilbit von Rose zum „Geschlecht Monophan-Zeolith“ vereinigt worden.
Als Parastilbit hatte Wolfgang Sartorius von Waltershausen Kristalle bezeichnet, die zusammen mit Chabasit, Heulandit, Desmin und Calcit bei Thyrill am Hvalfiorderstrand im Borgarfjord vorkamen und die sich von Epistilbit angeblich durch größere Härte, Dichte und andere Winkel zwischen den Kristallflächen unterschieden. Bei der Untersuchung des Originalmaterials durch Conrad Friedrich August Tenne im Jahre 1881 stellte sich aber die völlige Übereinstimmung von Parastilbit mit Epistilbit heraus.
Karl Wilhelm Georg Freiherr von Fritsch fand 1866 auf der griechischen Insel Santorin strahlenförmige Büschel aus kurzsäuligen, bis 3 mm langen Kristallen, die er zu Ehren seines Reisegefährten W. Reiss Reissit nannte. Sowohl Karl von Fritsch als auch Friedrich Hessenberg verglichen das Mineral mit Epistilbit, Parastilbit und Monophan – und hielten beide Minerale wegen der unterschiedlichen Winkel zwischen den Flächen für unterschiedliche Spezies. Nach Otto Luedecke und Carl Adolf Ferdinand Hintze sind Epistilbit und Reissit aber identisch.
Als Oryzit (nach altgriechisch ὄρυζα Oryza, deutsch ‚Reis, wegen der Reiskorn-Gestalt der Kristalle‘ oder Orizit) wurde 1879 von Giuseppe Grattarola ein Mineral aus dem Granit des Ganges „Masso Foresi“ oder „Fonte del Prete“ auf Elba, Italien, bezeichnet. Nach Andreas Arzruni und Paul Heinrich von Groth wohl identisch mit Heulandit, Stefano Merlino zufolge aber identisch mit Epistilbit.
Das vermutliche Typmaterial für Epistilbit (wahrscheinlich der Holotyp) wird in der Sammlung des Museum für Naturkunde – Leibniz-Institut für Evolutions- und Biodiversitätsforschung, Berlin, Deutschland (Katalognummer 1999-0100), aufbewahrt. Zu der 4 × 3 × 2 cm großen Stufe gehört ein von C. S. Weiss geschriebenes Etikett mit einer ausführlichen Beschreibung der Stufe. Laut der Originalbeschreibung von Rose befinden sich weitere Epistilbit-Typproben am Muséum national d’histoire naturelle in Paris, Frankreich.

## Klassifikation
In der veralteten 8. Auflage der Mineralsystematik nach Strunz gehörte der Epistilbit zur Mineralklasse der „Silikate“ und dort zur Abteilung „Gerüstsilikate (Tektosilikate)“, wo er gemeinsam mit Brewsterit, Heulandit, Klinoptilolith, Stellerit und Stilbit in der „Heulandit-Stilbit-Gruppe“ mit der Systemnummer VIII/F.12 steht.
In der zuletzt 2018 überarbeiteten Lapis-Systematik nach Stefan Weiß, die formal auf der alten Systematik von Karl Hugo Strunz in der 8. Auflage basiert, erhielt das Mineral die System- und Mineralnummer VIII/J.23-070. Dies entspricht der Klasse der „Silikate“ und dort der Abteilung „Gerüstsilikate“, wo Epistilbit zusammen mit Barrerit, Brewsterit-Ba, Brewsterit-Sr, Goosecreekit, Heulandit-Ba, Heulandit-Ca, Heulandit-K, Heulandit-Na, Heulandit-Sr, Klinoptilolith-Ca, Klinoptilolith-K, Klinoptilolith-Na, Stellerit, Stilbit-Ca und Stilbit-Na eine unbenannte Gruppe mit der Systemnummer VIII/J.23 bildet.
Die von der International Mineralogical Association (IMA) zuletzt 2009 aktualisierte 9. Auflage der Strunz’schen Mineralsystematik ordnet den Epistilbit in die Klasse der „Silikate und Germanate“ und dort in die Abteilung „Gerüstsilikate (Tektosilikate) mit zeolithischem H2O; Familie der Zeolithe“ ein. Hier ist das Mineral in der Unterabteilung „Ketten von Fünfer-Ringen“ zu finden, wo es als einziges Mitglied eine unbenannte Gruppe mit der Systemnummer 9.GD.45 bildet.
In der vorwiegend im englischen Sprachraum gebräuchlichen Systematik der Minerale nach Dana hat Epistilbit die System- und Mineralnummer 77.01.06.02. Das entspricht der Klasse der „Silikate“ und dort der Abteilung „Gerüstsilikate: Zeolith-Gruppe“. Hier findet er sich innerhalb der Unterabteilung „Echte Zeolithe“ in der Gruppe „Mordenit und verwandte Arten“, in der auch Mordenit, Maricopait, Dachiardit-Ca, Dachiardit-Na, Ferrierit-Mg, Ferrierit-K, Ferrierit-Na, Boggsit, Gottardiit, Terranovait, Mutinait und Direnzoit eingeordnet sind.

## Chemismus
Nass-chemische Analysen an einem Epistilbit vom Fossárfell am Berufjörður lieferten 57,79 % SiO2; 17,62 % Al2O3; 0,02 % Fe2O3; 0,02 % MgO; 8,21 % CaO; 0,06 % K2O; 12,21 % H2O(+) sowie 3,10 % H2O(-)(Summe 100,42 %).
Auf der Basis von 48 Sauerstoff-Atomen errechnet sich daraus die empirische Formel (Ca2,69Na0,82K0,02)Σ=3,53Al6,35Si17,67O48·15,61H2O, die sich zu Ca3[Al6Si18O48]·16H2O idealisieren lässt.
Bei der Analyse von Epistilbit verschiedener anderer Fundorte wurden SrO und MgO nie und BaO nur selten und in geringen Mengen (z. B. am Finkenhübel bei Glatz (Kłodzko), Woiwodschaft Niederschlesien, Polen, und Berufjörður am Fuße des Berges Búlandstindur, Island) angetroffen. Aus den chemischen Analysen von Epistilbit folgender Fundorte sind die anschließend aufgeführten empirischen Formeln bekannt:
- „Fonte del Prete“ bei San Piero in Campo, Campo nell’Elba, Elba, Italien: Ca2,2Na0,7K0,3[Al5,5Si18,6O48]·14,5H2O[31]
- „Gibelbach“ bei Fiesch, Bezirk Goms, Kanton Wallis, Schweiz: Ca2,8Na0,3K0,3[Al6,2Si17,8O48]·15,8H2O[31]
- „Berufjord“ am Fuße des Búlandstindur, Island: Ca2,3Na1,1K0,1[Al6,0Si18,1O48]·15,2H2O[31]
- „Kuroiwa“, Präfektur Niigata, Region Chūbu, Honshū, Japan: Ca2,77Na0,35K0,01[Al6,26Si17,82O48]·15,93H2O[30]
- „Yugawara“, Präfektur Kanagawa, Region Kantō, Honshū, Japan: Ca2,8Na0,4K0,1[Al6,4Si17,7O48]·15,7H2O[31]

Epistilbit weist eine nur sehr geringe Variation bei den austauschbaren Kationen auf. Er ist immer calciumdominant und enthält moderate Mengen an Natrium. Kalium ist selten, Magnesium, Barium und Strontium sind so gut wie nie vorhanden. Ermanno Galli und Romano Rinaldi zufolge schwankt die chemische Zusammensetzung um die „mittlere Formel“ Ca2,5Na0,8K0,2(Al6Si18O48)·16H2O, wobei das Verhältnis Ca/(Na + K) zwischen 9 und 2 und das Na/(Na + Ca)-Verhältnis zwischen 0,1 und 0,3 variiert.
Die Elementkombination Ca–Al–Si–H–O weisen unter den derzeit bekannten Mineralen neben Epistilbit insgesamt 29 Spezies auf, darunter befinden sich mit Klinoptilolith-Ca, Cowlesit, Epistilbit, Erionit-Ca, Gismondin-Ca, Gmelinit-Ca, Goosecreekit, Laumontit, Lévyn-Ca, Parthéit, Skolezit, Stellerit, Wairakit und Yugawaralith insgesamt 14 Zeolithminerale.
Aus chemischer Sicht ist Epistilbit ein Dimorph von Goosecreekit – beide Minerale besitzen demzufolge dieselbe chemische Formel CaAl2Si6O16·5H2O, weisen jedoch unterschiedliche Kristallstrukturen auf. Allerdings werden von der IMA zwei unterschiedliche Formeln für die beiden Minerale angegeben – sie können damit nicht dimorph sein.

## Kristallstruktur

Kristallstruktur von Epistilbit mit Blickrichtung parallel zur c*-Achse. Der blaue Umriss zeigt die Einheitszelle.
Farblegende: #5a96bd Ca #f9dc3c Na #a121f6 K #81b2d9 Al #1b3bfa Si #FE0300 O

Epistilbit kristallisiert im triklinen Kristallsystem in der Raumgruppe P1 (Raumgruppen-Nr. 1) mit den Gitterparametern a = 9,083 Å, b = 17,738 Å; c = 10,209 Å; α = 89,95°; β = 124,58° und γ = 90,00° sowie einer Formeleinheit pro Elementarzelle.
Ältere Strukturverfeinerungen für Epistilbit wurden in der monoklinen Raumgruppe C2/m (Raumgruppen-Nr. 12) durchgeführt.
Slaughter und Kane und Alberti und Kollegen analysierten in der Struktur des Epistilbits niedrigsymmetrische (C2) Domänen (A und B) und erkannten, dass diese gebildet werden, um energetisch ungünstige Tetraeder-Oktaeder-Tetraeder-Winkel von 180° zu vermeiden. Im Gegensatz zum Dachiardit treten diese Domänen nicht im Verhältnis 1:1 auf.
Ping Yang und Thomas Armbruster zeigten, dass die genannten Domänen durch eine zwillingsartige (010)-Spiegelebene erklärt werden können. Sie fanden ferner heraus, dass Epistilbit vom Gibelbach bei Fiesch im Resultat einer (Si,Al)-Ordnung und der Verteilung der Extraframework-Kationen triklin (Raumgruppe P1 (Raumgruppen-Nr. 1)) kristallisiert. Bereits vorher hatten Mizuhiko Akizuki und Hirotsugu Nishido auf der Basis von optischen Untersuchungen eine trikline Symmetrie für den Epistilbit vorgeschlagen. Die Symmetrieverringerung lässt sich durch partielle Si-Al-Ordnung und durch die Verteilung des Calciums in den Kanälen der lockeren Struktur erklären.
In den älteren Strukturbeschreibungen wird ausgeführt, dass das Alumosilicat-Gerüst des Epistilbits Ketten aus Vierer-Ringen enthält, die zu Schichten parallel (010) verknüpft sind. Die Kationen-Positionen, welche drei Sauerstoff-Atome der Vierer-Ringe und sechs Wassermoleküle koordinieren, liegen auf der Spiegelebene. Nach Thomas Armbruster und Mickey Gunter weist die Kristallstruktur des Epistilbits dieselbe Orientierung der Tetraeder in den Schichten aus Sechser-Ringen auf wie Dachiardit – die Spitzen der SiO4-Tetraeder weisen analog diesem Mineral nach oben bzw. nach unten. Die Schichten parallel (010), welche die sehr vollkommene Spaltbarkeit des Epistilbits nach (010) verursachen, sind ferner parallel zur b-Achse [010] durch Vierer-Ringe verbunden, wodurch die Kanäle aus Zehner-Ringen blockiert werden. Offene Kanäle werden durch parallel [001] angeordnete Achter-Ringe begrenzt. Im triklinen Epistilbit sind vier Ca-Positionen in einem Käfig angeordnet, der durch die Zehner-Ringe aus Tetraedern begrenzt wird. Zwei dieser Positionen sind mit den beiden anderen Positionen durch eine Pseudo-Rotationsachse (zweizählige Digyre) verbunden. Dadurch können aufgrund der kurzen Ca-Ca-Distanzen nur zwei Positionen gleichzeitig besetzt werden. Ca besitzt eine tetragonal-antiprismatische Koordination mit fünf H2O-Molekülen und drei gerüstbildenden Sauerstoff-Atomen. Es besteht eine starke Korrelation zwischen der Al-Verteilung in den benachbarten Tetraedern und der Besetzung der vier möglichen Ca-Positionen.
Epistilbit ist strukturell mit Mordenit, den Vertretern der Dachiardit- und der Ferrierit-Gruppe sowie Bikitait verwandt.

## Eigenschaften

### Morphologie
Die morphologischen Angaben beziehen sich auf die alte monokline Aufstellung!
Epistilbit bildet prismatisch-säulige, häufig nach der c-Achse [001] gestreckte Kristalle mit rhombenförmigem Querschnitt, an denen das Prisma {110} immer dominiert und damit trachtbestimmend ist (vergleiche auch dazu die nebenstehenden Kristallzeichnungen). Dazu treten das schmale Pinakoid {010} sowie das Basispinakoid {001} oder das Pinakoid {101} als Terminierung sowie – bei Zwillingen – ein zweites {001} oder {101} auf der anderen Seite der Zwillingsebene (100). Zu den häufigen Kristallformen zählen {110}; {001}; {101}, {010}, {112}, als selten werden {011} und {111} angegeben. Sehr selten ist findet sich an Epistilbit-Kristallen die matte oder raue Form {102}.
Nahezu alle Epistilbit-Kristalle sind nach (100) verzwillingt und weisen dadurch ein pseudorhombisches Aussehen auf. Seltener ist Estilbit auch nach {110} verzwillingt und bildet so dünntafelige, flache, an Yugawaralith erinnernde Zwillingskristalle. Wiederholte Zwillingsbildung nach (110) und (100) führt zu zyklischen oder „V-förmigen“ Zwillingen. Die Kopflächen sind oft matt oder „gefrostet“. Die Kristalle des Epistilbits sind mit Längen von 3 bis 10 mm für ein Zeolithmineral relativ klein, können in Ausnahmefällen aber Größen bis zu maximal 3 cm erreichen.
Epistilbit findet sich auch in Form von radialstrahligen, blätterigen und seltener auch körnigen Aggregaten.

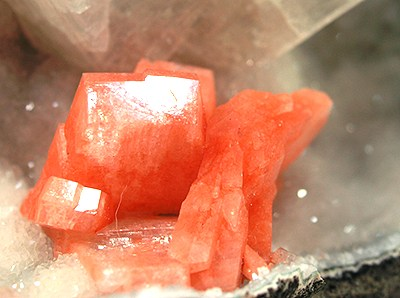
Idiomorphe Kristalle mit meißelförmigen Endflächen
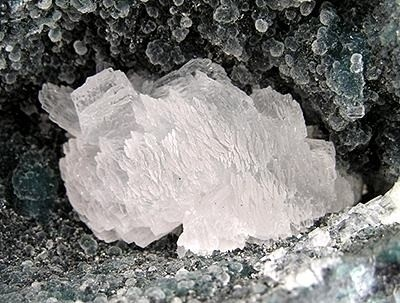
Aggregat aus zahllosen parallelverwachsenen Kristallen
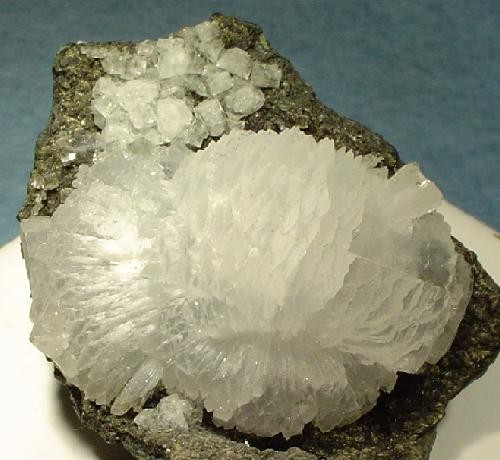
Rosettenförmige Aggregate aus blätterigen Kristallen
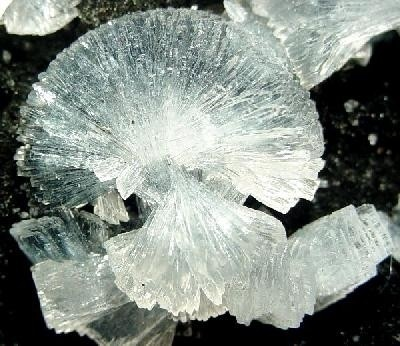
Radialstrahliges Aggregat
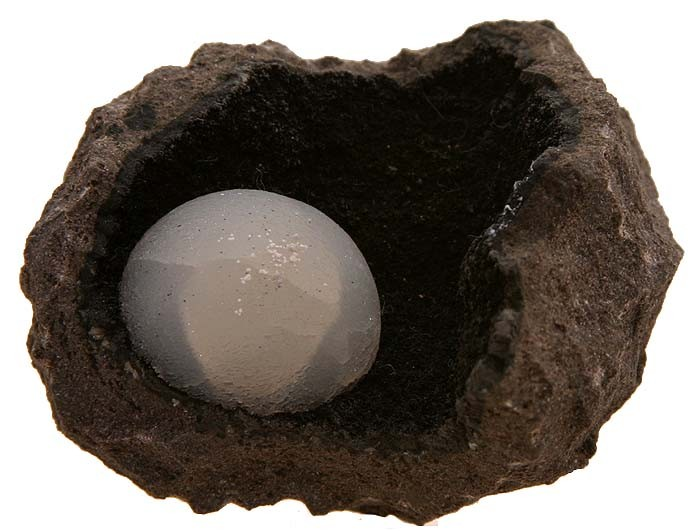
Kugeliges Aggregat

### Physikalische und chemische Eigenschaften

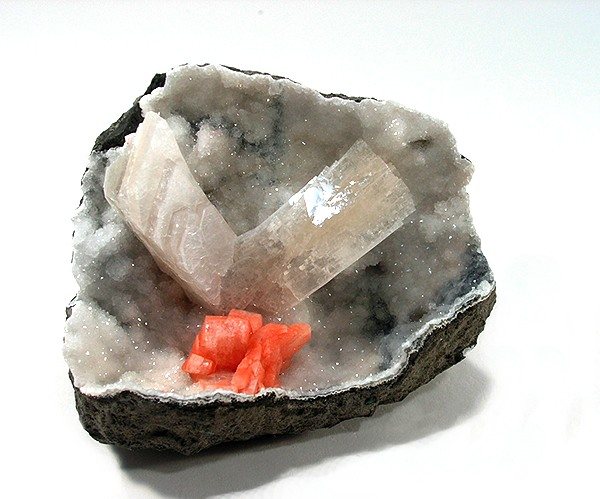
Idiomorphes, lachsrosa gefärbtes Aggregat aus Epistilbit mit farblos-weißem Heulandit-Ca auf Quarz. Distrikt Jalgaon, Maharashtra, Indien. Größe: 8,5 mm × 7,2 × 4,2 mm.

Die Kristalle des Epistilbits sind meist weiß; aber auch farblos bis weiß, gelblich oder bläulich; blassrosa oder rosarot bis rot. Ihre Strichfarbe ist hingegen immer weiß. Die Oberflächen der durchscheinenden bis durchsichtigen Kristalle zeigen einen charakteristischen glasartigen Glanz sowie auf (010) einen starken Perlmuttglanz. Epistilbit besitzt entsprechend diesem Glasglanz eine mittelhohe Lichtbrechung (nα = 1,485 bis 1,505; nβ = 1,497 bis 1,515; nγ = 1,497 bis 1,519) und eine mittelhohe Doppelbrechung (δ = 0,012 bis 0,014). Im durchfallenden Licht ist der zweiachsig negative Epistilbit farblos und zeigt keinen Pleochroismus.
Epistilbit besitzt eine „ziemlich vollkommene“ Spaltbarkeit nach (010). Aufgrund seiner Sprödigkeit bricht das Mineral aber ähnlich wie Amblygonit, wobei die Bruchflächen uneben ausgebildet sind. Epistilbit weist eine Mohshärte von 4,5 auf und gehört damit zu den mittelharten Mineralen. Seine Härte liegt zwischen denen der Referenzminerale Fluorit (Härte 4) und Apatit (Härte 5) – er lässt also mit dem Taschenmesser mehr oder weniger leicht ritzen. Die gemessene Dichte für Epistilbit beträgt je nach Autor 2,22 bis 2,68 g/cm³, die berechnete Dichte 2,266 g/cm³.
Epistilbit zeigt im langwelligen UV-Licht keine Fluoreszenz. Im kurzwelligen UV-Licht (254 nm) kann er eine sehr schwache weiße Fluoreszenz aufweisen.
Das Mineral ist durch konzentrierte Salzsäure, HCl, unter Abscheidung pulveriger Kieselsäure langsam löslich, aber nicht vollkommen zersetzbar. Vor dem Lötrohr ist es zu blasigem Email schmelzbar, ohne sich zur Perle zu runden. Im Kölbchen entweicht Wasser. Geglühter Epistilbit wird nicht mehr angegriffen.
Epistilbit muss normalerweise nur in dem Bleichmittel „Biz bleach“ oder einer Seifenlösung eingeweicht und anschließend mit Druckwasser oder Ultraschall behandelt werden, um restliche Lehm- oder Gesteinsteilchen zu entfernen. Da das Mineral nur schwach in Salzsäure löslich ist, kann es zur Entfernung von störendem Calcit für kurze Zeit (2 bis 5 Minuten) in HCl eingelegt werden. Da dadurch aber andere Begleitminerale ebenfalls entfernt werden könnten, ist warme Essigsäure zur Entfernung von Calcit geeigneter. Oxalsäure kann zur Entfernung störender Eisenoxidbeläge (Limonit) und Ascorbinsäure zur Entfernung störender Manganoxide verwendet werden.
Epistilbit ist piezoelektrisch – ungeachtet seiner zentrosymmetrischen Struktur. Er soll ferner auch pyroelektrische Eigenschaften besitzen.

### Identifizierung und Unterschiede gegenüber ähnlichen Mineralen
- Epistilbit wird gelegentlich mit Stilbit (Epidesmin), Heulandit, Goosecreekit, Yugawaralith und der Orthoklas-Varietät Adular verwechselt. Die Verwechslung mit Stilbit beruht meist nicht auf morphologischen Ähnlichkeiten, sondern lediglich aufgrund der ähnlichen Namen. Trotzdem sind Verwechslungen von Stilbit mit Epistilbit z. B. aus der Grube „Gelbe Birke“ bei Schwarzenberg und aus dem Antrim County in Nordirland bekannt.[44] Beide Minerale sind in keiner Beziehung miteinander verwandt. Während Stilbit (bzw. die Vertreter der Stilbit-Gruppe) immer einen quadratischen Querschnitt aufweist und von vier rautenförmigen Flächen oder vier dreieckigen Flächen mit dem Pinakoid {100} terminiert wird, zeigt Epistilbit einen rautenförmigen Querschnitt und nur zwei rautenförmigen Flächen im Bereich der Terminierung. Stilbit-Kristalle sind plattig nach der b-Achse [010] – in derselben Richtung wie seine Spaltbarkeit – entwickelt, während Epistilbit-Kristalle nach der a-Achse [100] abgeplattet sind und eine Spaltbarkeit nach {010} aufweisen. Auch weist Stilbit einen stärkeren Perlmuttglanz auf Spaltflächen auf. Das Röntgendiffraktogramm von Stilbit unterscheidet sich deutlich von dem des Epistilbits.[11]
- Heulandit (bzw. die Vertreter der Heulandit-Gruppe) wird mit Epistilbit nur aufgrund der engen Assoziation beider Minerale, der ähnlichen Mineralvergesellschaftung und der gleichen Spaltbarkeit verwechselt. Heulandit ist generell plattig nach der b-Achse, parallel zu seiner Spaltbarkeit, während Epistilbit plattig nach der a-Achse ausgebildet ist und eine Spaltbarkeit nach {010} aufweist. Die Diffraktogramme beider Minerale zeigen deutliche Unterschiede.[11]
- Goosecreekit besitzt zwar eine ähnliche Morphologie und Spaltbarkeit wie Epistilbit, allerdings sind die Flächen des Goosecreekits im Gegensatz zu denen des Epistilbits meist charakteristisch gekrümmt, gebogen oder parkettiert. Goosecreekit-Kristalle sind generell isometrisch oder nach der b-Achse gestreckt, während Epistilbit-Kristalle generell eine Streckung nach der c-Achse aufweisen. Auch hier zeigen die Diffraktogramme beider Minerale charakteristische Unterschiede.[11]
- Flache lattenförmige Epistilbit-Zwillinge ähneln morphologisch Yugawaralith. Zwar sollte eine sorgfältige Untersuchung eine Unterscheidung zwischen beiden Mineralen ermöglichen, jedoch hilft auch hier eine röntgendiffraktometrische Analyse bei der positiven Identifizierung.[11]
- Die Orthoklas-Varietät Adular besitzt eine sehr ähnliche Morphologie sowie vergleichbare optische und chemische Eigenschaften wie Epistilbit.[45] Allerdings weist Adular eine Spaltbarkeit nach {001} auf, während Epistilbit eine Spaltbarkeit nach {010} besitzt. Adular ist zwar in Vulkaniten selten, jedoch häufig in mirolithischen Hohlräumen sowie auf Klüften in granitischen Gesteinen und Gneisen, wo auch Epistilbit auftreten kann. Außerdem ist Adular deutlich härter als Epistilbit. Auch hier sollte für eine positive Identifizierung auf eine röntgendiffraktometrische Analyse zurückgegriffen werden.[11]

Verwechslungen von Adular-Kristallen mit Epistilbit kennt man z. B. aus dem „Waterworks Valley“ bei St Lawrence auf der Kanalinsel Jersey sowie aus alpinen Klüften.

## Bildung und Fundorte

### Bildungsbedingungen
Das Zeolithmineral Epistilbit findet sich fast ausschließlich in Hohlräumen vulkanischer Gesteine wie siliciumreicher tholeiitischer Basalte und dichter Olivinbasalte sowie auf Alpinen Klüften in Gneisen. Möglicherweise handelt es sich deshalb um hydrothermale Bildungen. Häufig stellt Epistilbit eine Bildung zu Beginn einer Zeolith-Kristallisationssequenz dar, wenn sowohl Siliciumgehalt als auch pH-Wert hoch sind.
Ferner wird Epistilbit in Geothermiebohrungen in Basalten auf Island, bei Temperaturen zwischen 80 °C und 160 °C gefunden – dieser Temperaturbereich ähnelt dem von Heulandit, Stilbit und Mordenit. Exotische Vorkommen sind ein Aplitpegmatit auf der Insel Elba sowie ein Dolerit am Mount Adamson, Viktorialand in der Antarktis. Sedimentär gebildete Epistilbite sind unbekannt.
Typische Begleitminerale des Epistilbits sind andere siliciumreiche Zeolithe wie Heulandit, Stilbit und Mordenit sowie Quarz. Als weitere Parageneseminerale des Epistilbits werden Dachiardit, Skolezit, Lévyn, Laumontit, Chabasit, Gyrolith, Pumpellyit, Pyrit und Sphalerit sowie Calcit, Chabasit-Ca und weitere Vertreter der Chabasit-Reihe, Amethyst und Chalcedon, Fluorapophyllit-(K) und Okenit genannt.
Als relativ häufige Mineralbildung wurde der Epistilbit bisher (Stand 2019) von rund 150 Fundpunkten beschrieben.
Die Typlokalität des Epistilbits befindet sich im Gebiet zwischen dem Tal Breiðdalur und dem Fjord Berufjörður in der Gemeinde Djúpavogshreppur, Austurland, Island. Es handelt sich um den Berg Teigarhorn, der eine der berühmtesten Zeolithfundstellen auf Island darstellt und seit 1976 als Naturdenkmal geschützt ist. Epistilbit findet sich hier zusammen mit anderen Zeolithmineralen in tholeiitischen Kliffs nahe dem Bauernhof Teigarhorn.

### Fundorte
Angesichts der sehr großen Anzahl an Fundorten für Epistilbit können hier nur einige wenige, vor allem schöne Kristalle liefernde Lokalitäten erwähnt werden. Die schönsten Epistilbit-Stufen stammen von Fundstellen auf Island, aus Indien sowie aus dem Staat Washington, USA. Zu beachten ist, dass das Auftreten von Epistilbit an vielen Fundorten unsicher ist, da flach terminierter Stilbit sehr häufig fälschlich als Epistilbit bezeichnet worden sind.

#### Europa

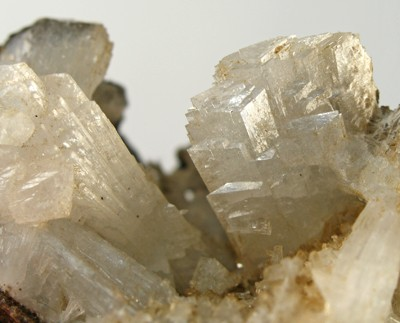
Farblos-durchscheinende, freistehende Epistilbit-Kristalle bis 1,5 cm Größe. Fossárfell, Berufjördur, Suður-Múlasýsla, Iceland. Größe: 4,4 mm × 1,4 × 1,4 mm.

- Auf Island wurde Epistilbit neben dem „Teigarhorn“ im Gebiet Breiðdalur und Berufjörður auch im Bereich der Bergrücken „Rauðafell“ und „Fossárfell“ sowie bei „Krossanes“ südöstlich des Hamarsfjörður, alle in der Gemeinde Djúpavogshreppur, gefunden. Ferner von „Topagata“ am Berg Tunga, Hvitarsiða, Gemeinde Borgarbyggð, sowie „Hvalstöðin“ (Hvalstöd) und dem Berg Þyrill (Thyrill), beide am Hvalfjörður in der Gemeinde Hvalfjarðarsveit, alle in Vesturland.
- Die Färöer gelten, obwohl keine spezifische Fundstelle angegeben wurde, zwar als Cotyp-Lokalität[13][14], jedoch hat Volker Betz auf den Färöern keinen Epistilbit finden können.[20] Rudy Tschernich zufolge sollen die als von den Färöern stammend etikettierten Epistilbit-Stufen in den Sammlungen ursprünglich auf Island während Reisen in beide Gebiete geborgen worden sein. Epistilbit von den Färöern wurde von Ermanno Galli und Romano Rinaldi[31] sowie im Jahre 2006 von Ole Jørgensen[50] beschrieben. Epistilbit ist danach in den Oberflächenaufschlüssen auf den Färöern selten, wurde aber im Material aus der Bohrung Lopra-1/1A häufig angetroffen.[50]
- In Deutschland wurde Epistilbit aus den Greifensteinen bei Ehrenfriedersdorf sowie aus der Grube „Gelbe Birke“ bei Schwarzenberg, beide im Erzgebirge in Sachsen, beschrieben. Allerdings hat sich der Epistilbit aus der „Gelben Birke“ als flach terminierter Stilbit erwiesen.[44] Allerdings soll EDX- und XRD-Analysen zufolge doch Epistilbit vorliegen.[9] Zweifelhaft ist ein bereits von Gustav von Leonhard erwähntes Epistilbit-Vorkommen im Basalt bei „Gierswiese unfern Honnef“ im Siebengebirge.[51]
- In der Schweiz wurden bis zu 4 mm lange Kristalle zusammen mit Heulandit, Stilbit, Laumontit, Chabasit und Chlorit auf Quarz-Kristallen und farblosen, weißen oder grünen Fluorit-Oktaedern gefunden, die in Lettenklüften sitzen, welche durch Gneise am „Gibelbach“ bei Fiesch im Tal der Rhone, Bezirk Goms, Kanton Wallis, Schweiz setzen. Epistilbit-Kristalle bis zu 4 mm Länge finden sich, selten in Begleitung von Skolezit, Heulandit, Laumontit, Prehnit, Fluorit, Chlorit, Epidot, Titanit, Albit, Calcit und Apatit, in Hohlräumen der Granite und Gneise bei Biasca, Valle Leventina, Misox, Kanton Tessin, sowie in den Gneissteinbrüchen bei Arvigo, Calanca, Calancatal, Misox, Kanton Graubünden.
- In unregelmäßigen, quarzfreien Auslaugungshohlräumen im Eklogit-Amphibolit am „Gradischkogel“ auf der Koralpe bei St. Vinzenz nördlich Soboth, Kärnten, Österreich, bildet Epistilbit Kristallrasen, die aus weißen, durchscheinenden, lattigen, maximal 1 mm großen Kristallen aufgebaut sind, welche gelegentlich auf Heulandit sitzen.[52]
- Der auf Santorin (ehemals Thera) an der Südküste von Akrotiri in Griechenland am Meer gefundene, in zersetzen trachytischen Laven zusammen mit Calcit und Stilbit auf Quarz vorkommende „Reissit“ hat sich als Epistilbit erwiesen.
- In Italien bei „Fonte del Prete“ unweit San Piero in Campo, Campo nell’Elba, Elba, in Pegmatitgängen, die den miozänen Granodiorit-Stock „Monte Capanne“ durchsetzen. Von hier stammt die reiskornartige Varietät „Orizit“, die von Dachiardit, Mordenit, Stilbit, Heulandit, Apatit, Pollucit, Quarz, Feldspat und Turmalin begleitet wird. Prismatische, rötliche Epistilbit-Kristalle bis 15 mm Länge, die von Quarz, Calcit und der Chabasit-Varietät Phakolith – sowie seltener Analcim, Heulandit und Laumontit – begleitet werden, stammen aus Vulkaniten bei Osilo unweit Sassari auf Sardinien. Kleine, gestreckte Epistilbit-Kristalle in Begleitung von Chabasit, Calcit, Stilbit, Laumontit und Heulandit stammen von „Punta Santa Vittoria“, Pula, Metropolitanstadt Cagliari, Sardinien. Kleinere Epistilbite wurden in Montecchio Maggiore, Provinz Vicenza, Venetien, sowie bei Palagonia, Nördliche Iblea-Hochebene, Metropolitanstadt Catania, Autonome Region Sizilien, geborgen. Schließlich mit Skolezit, Heulandit und Laumontit in Calciumcarbonat/-silicat-Gesteinen bei Novate Mezzola, Sondrio, Region Lombardei.
- Weiße bis farblos-durchsichtige, nach {100} und {110} verzwillingte Epistilbit-Kristalle bis zu 2 mm Länge stammen aus mit Quarz ausgekleideten ehemaligen Gasblasen bis zu 10 cm Durchmesser in einem dunkelroten Vulkanit bei Finkenhübel (Mrówieniec), Suszyna unweit Kłodzko (ehemals Glatz), Gmina Radków, Powiat Kłodzki, sowie aus dem Granitsteinbruch „Graniczna III“ bei Strzegom (ehemals Striegau) in der gleichnamigen Stadtgemeinde, Powiat Świdnicki, beide in der Woiwodschaft Niederschlesien, Polen.
- Aus Rumänien wird Epistilbit als späthydrothermale Bildung zusammen mit Baryt, Montmorillonit und Pb-Zn-Erzen in argillitisierten Andesiten oder basaltischen Andesiten bei Vorța, Kreis Hunedoara im Siebenbürgischen Erzgebirge (Munții Metaliferi) in Siebenbürgen sowie aus ehemaligen Gasblasen in mesozoischen Basalten z. B. bei Vața de Sus unweit Brad im Kreis Hunedoara beschrieben.
- In der Slowakei wurde Epistilbit zusammen mit Stilbit, Skolezit, Laumontit, Chabasit, Heulandit, Calcit und Apophyllit in Hohlräumen in einem Andesit bei Šiatorská Bukovinka unweit Fiľakovo im Cerová vrchovina, Okres Lučenec, Banskobystrický kraj.
- In Ungarn am Kontakt von granitischen mit andesitischen Gesteinen bei Nadap im Kreis Gárdony, Velence-Gebirge, Komitat Fejér, sowie in Spalten in einem Andesit bei Sátoros, Komitat Nógrád.[11] Ebenfalls aus Spalten im Andesit vom Berg Csák unweit Szob im gleichnamigen Kreis im Komitat Pest.[53]
- Im Vereinigten Königreich kennt man Epistilbit von der Insel Rathlin sowie aus Portrush, County Antrim, Nordirland, obwohl es sich bei diesem Material möglicherweise um flach terminierte Stilbit-Kristalle handelt. Aus Schottland in kleinen, blass fleischfarbenen Kristallen aus blasenreichen Basalten in der „Talisker Bay“, Island of Skye, sowie zusammen mit Skolezit bei „Dearg Sgeir“ auf der Insel Mull, Argyll and Bute. Bei farblos-durchsichtigen, flächenreichen Epistilbit-Kristallen von maximal 2 mm Länge sowie bis 2 cm großen, aber flächenärmeren Kristallen in einem blasenreichen Basalt aus einem Straßenbelag bei „Castle Eden“, Hartlepool, County Durham, England, handelt es sich möglicherweise um Material, welches als Schiffsballast, wohl aus Island, nach England gekommen ist.[11]

#### Asien

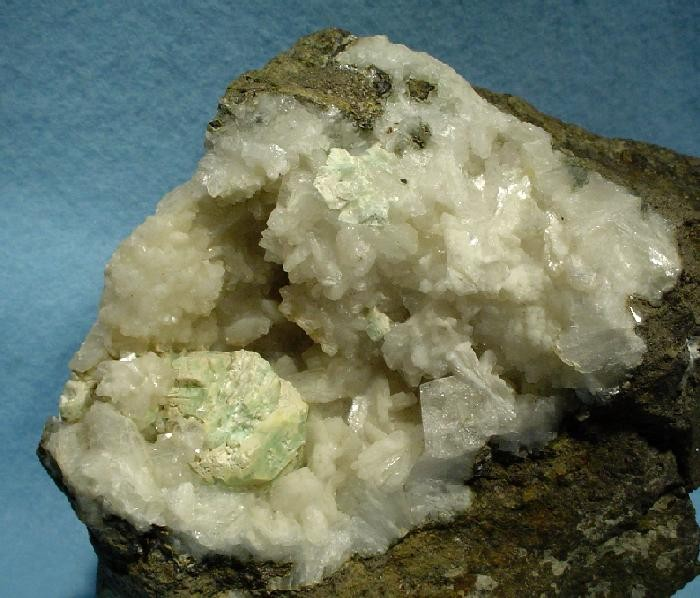
mit Apophyllit und Chabasit – Insel Hirado, Hirado, Präfektur Nagasaki, Japan
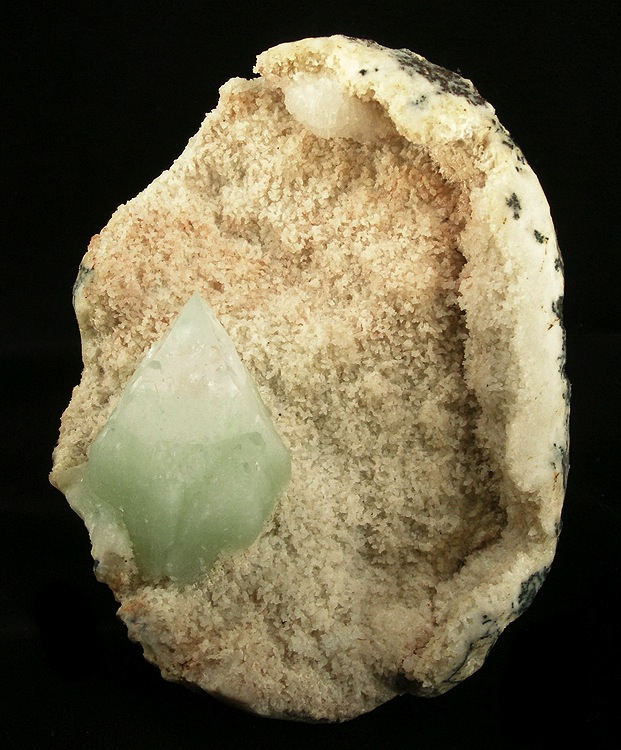
mit Apophyllit und Quarz – Distrikt Jalgaon, Maharashtra, Indien
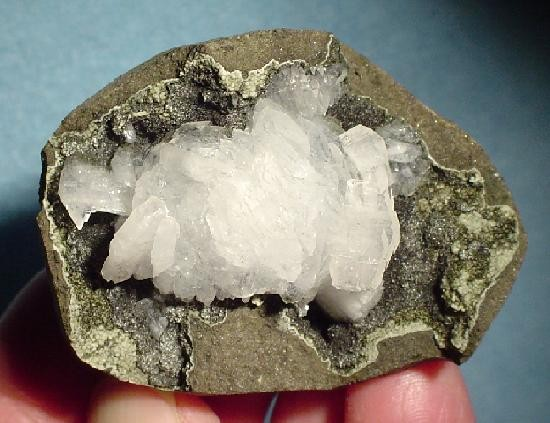
in Hohlraum im Basalt – Jalgaon District, Maharashtra, Indien
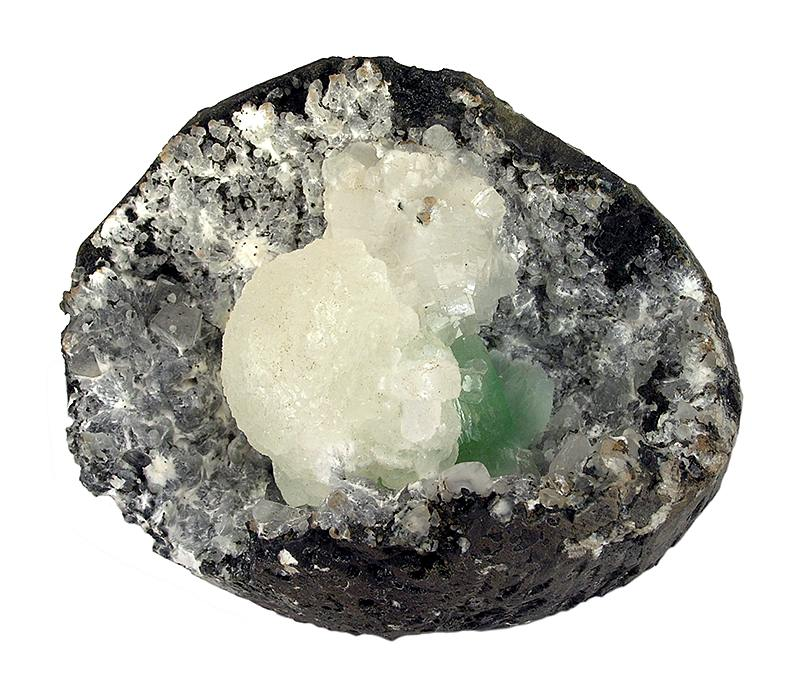
mit Fluorapophyllit und Stellerit – Distrikt Jalgaon, Maharashtra, Indien
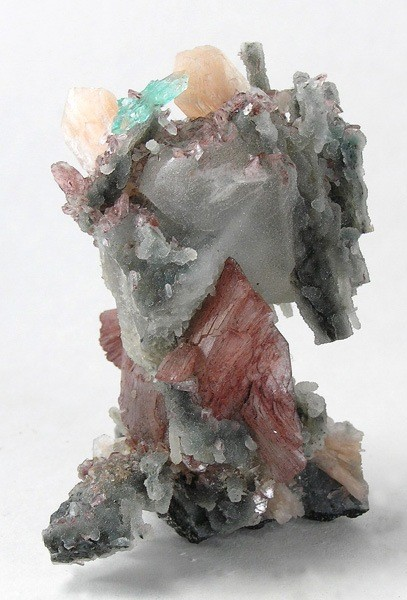
mit Heulandit, Stilbit, Fluorapophyllit-(K) und Quarz – Distrikt Jalgaon, Maharashtra, Indien
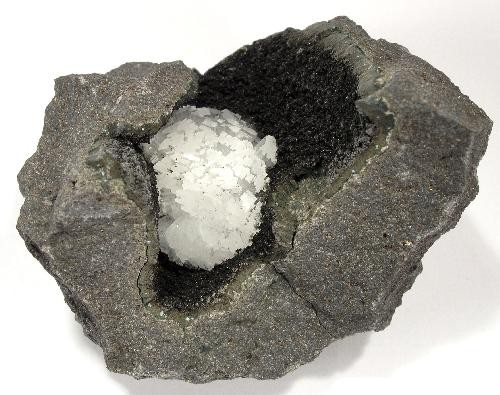
in Hohlraum im Basalt – Distrikt Jalgaon, Maharashtra, Indien
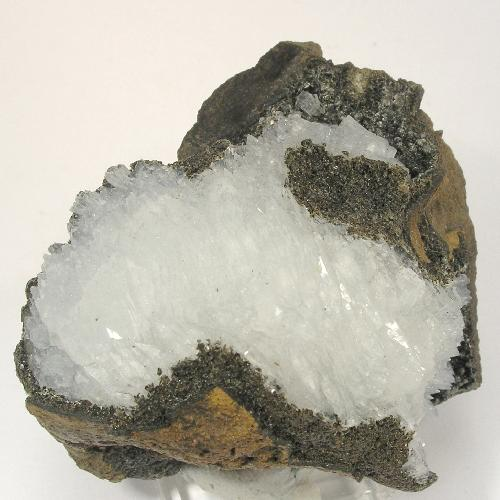
in Hohlraum im Basalt – Distrikt Nashik, Maharashtra, Indien
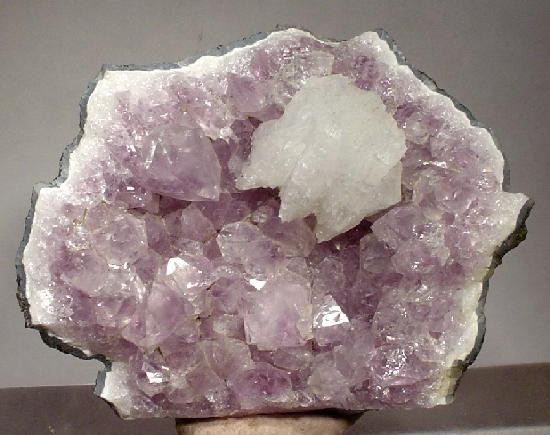
auf Amethyst – Distrikt Jalgaon, Maharashtra, Indien
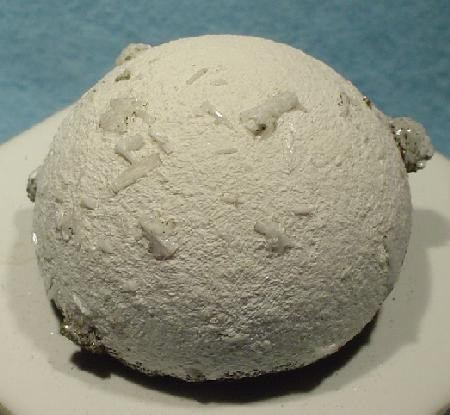
auf Thomsonit – Pimpri-Chinchwad, Distrikt Pune, Maharashtra, Indien

- In Indien ist „Epistilbit … unter den berühmten ‚Poona-Zeolithen‘ eher selten“.[44]
  - Farblose bis rötliche Kristalle bis zu 2 cm Länge stammen aus mit Quarz ausgekleideten Hohlräumen in grünlichen Pillowbasalten im „Bombay Quarry“ bei Khandivali nördlich Mumbai (ehemals Bombay), Mumbai City, Maharashtra. Der Epistilbit wird von Chabasit, Babingtonit, Prehnit, Heulandit, Calcit und Laumontit begleitet, während andere Hohlräume Okenit, Gyrolith, Hydroxyapophyllit, Stilbit, Skolezit und Yugawaralith enthalten können.[11] Milchweiße Epistilbit-Kristalle fand Matthew Forster Heddle in mit Achat (Kascholong) gefüllten Hohlräumen in Basalten bei Igatpuri, nordöstlich Mumbai.[54]
  - Tafelige Kristalle bis 1,5 cm Länge stammen aus dem Basalt von Aklahare bei Nashik nordöstlich von Mumbai in Maharashtra. Villhori in den „Pandulena Hills“ bei Nashik (vgl. dazu die Pandavleni-Höhlen) lieferte außergewöhnliche, bis 3 cm große, farblose bis milchigweiße Kristalle und plattige Zwillinge auf drusigem Quarz.[11][9] Kleine farblose Epistilbit-Kristalle wurden zusammen mit Goosecreekit und Heulandit in mit Quarz ausgekleideten Hohlräumen im Basalt bei Alibag unweit Mumbai gefunden.[11] Für diesen Fundort sind auch rote, mehrfach verzwillingte Epistilbit-Kristalle typisch.[16]
  - In den Basalt-Steinbrüchen im Gebiet von Pune im gleichnamigen Distrikt in Maharashtra enthalten in mit Quarz/Chalcedon ausgekleideten Hohlräumen weiße bis rosafarbene, „gefrostete“ Epistilbit-Kristalle bis zu 1,5 cm Länge, die meist von cremefarbenem Gyrolith begleitet werden. In den Brüchen von Pune wurde die Sukzession weißer Chalcedon → terminierter farbloser Quarz → Mesolith → Epistilbit → Stilbit → grünlichweißer Fluorapophyllit angetroffen.[11] Im nordöstlich von Pune liegenden Sirur sind kleine Epistilbite und winzige Thomsonit-Aggregate auf haarfeinen Okenit-Nadeln gefunden worden.[11]
  - Farblose, rosa- und orangefarbene Epistilbit-Kristalle bis zu 1 cm Länge sowie radialstrahlige Aggregate bis zu 1,5 cm Durchmesser treten zusammen mit Stilbit, Heulandit, Mesolith, Fluorapophyllit, Mordenit, Chlorit, Calcit und drusigem Quarz in Basalt in verschiedenen Steinbrüchen bei Savada (Sawda) unweit Jalgaon im Distrikt Aurangabad, Maharashtra, auf.[11]
- Weiße, durchsichtige, gestreckte Epistilbit-Kristalle bis 2,5 mm Länge wurden zusammen mit Quarz in Hohlräumen magmatischer Gesteine in den Lokalitäten „Hirogawara“, „Okuyugawara“ und „Yugawara Hot Spring“ bei Yugawara, Präfektur Kanagawa, Region Kantō, Honshū, Japan, gefunden. Aus der Goldlagerstätte der „Hishikari Mine“ in der Stadt Isa in der Präfektur Kagoshima, Kyūshū. Zusammen mit Skolezit, Laumontit und Lévyn in Andesiten bei „Kuroiwa“, Präfektur Niigata, Region Chūbu, Honshū. Kleine, glasglänzende, durchsichtige Epistilbit-Kristalle fanden sich zusammen mit Chabasit und Quarz bei Kumomi unweit Matsuzaki, Präfektur Shizuoka, Region Chūbu, Honshū. Schließlich auch in milchweißen Kristallen in Begleitung von Heulandit und Pumpellyit aus Hohlräumen in Basalten bei Takahagi, sowie bei Furuyada unweit Mitama, beide in der Präfektur Yamanashi.[11]

#### Ozeanien
- Epistilbit aus Basalten nahe North Cape auf der Nordinsel in Neuseeland hat sich als Thomsonit und/oder Stilbit mit flachen Endflächen erwiesen. Auf der Südinsel ist Epistilbit der häufigste Zeolith in untermeerischen gasblasenreichen Andesitflüssen in den nördlichen Takitimu Mountains im westlichen Southland, die aus dem unteren Perm stammen. Epistilbit findet sich in zeolitfaziellen Gesteinen, die aus Laumontit, Analcim, Calcit und Chlorit (mit untergeordneten Gehalten an Prehnit, Pumpellyit und Epidot) bestehen und in allmählich in höhertemperierte Vergesellschaftungen der Prehnit-Pumpellyit-Fazies übergehen. Epistilbit findet sich selten auch zusammen mit Heulandit und Stilbit bei „Stew Point Station“ im Tal des Rangitata River, Ashburton District, Region Canterbury.[11]

#### Amerika
- Epistilbit, Wairakit und Lévyn kleiden gasblasenreiche Basalte am „Cerro China Muerta“ bei La Amarga, Departamento Catán Lil, Provinz Neuquén im südlichen Argentinien aus.[11]
- In Kanada findet sich Epistilbit in British Columbia in Form von farblos-transparenten Kristallen bis zu  2mm Länge am „Gold Pan Camp“ bei Spences Bridge im Canyon des Fraser River, Kamloops Mining Division, Goldpan Provincial Park.[11] In Nova Scotia von der Halbinsel Partridge Island bei Parrsboro im Cumberland Co. In den Vulkaniten der Bay of Fundy am „Cape Blomidon“, in „Morden“ und am „Ross Creek“ sowie im stillgelegten Basaltsteinbruch „Arlington Quarry“, alle im Kings County, Nova Scotia.[9] In Ontario zusammen mit Analcim, Chabasit, Cowlesit, Heulandit, Faujasit, Garronit, Gismondin, Harmotom, Phillipsit, Laumontit, Mesolith, Stilbit, Thomsonit, Apophyllit, Datolith, Prehnit und Calcit in Gängen im präkambrischen Metapyroxenit bei „Davis Hill Locality“, Dungannon Township, Hastings County.[55][11] In Québec wurde Epistilbit zusammen mit Analcim, Chabasit, Cowlesit, Heulandit, Faujasit, Garronit, Gismondin, Harmotom, Phillipsit, Laumontit, Mesolith, Stilbit, Thomsonit, Apophyllit, Datolith, Prehnit und Calcit in Gängen, die durch präkambrische Metapyroxenite in einem unbenannten Straßenaufschluss bei Laurel[56][11] sowie bei „Hincks Bridge“ und „Notre Dam de la Salette“ setzen.[55][11]
- Vereinigte Staaten
  - Alaska: Winzige, farblose Epistilbit-Kristalle und tafelige Zwillinge bis zu 3 mm Länge stammen von der Kupreanof-Insel südwestlich von Petersburg. Es handelt sich um mit Quarz ausgekleidete Hohlräume in Basalt, in denen auch Calcit und Chabasit auftreten.
  - Kalifornien: Epistilbit (möglicherweise auch nur flach terminierter Stilbit) wird aus einer Vergesellschaftung mit Kohlenwasserstoffen, Cinnabarit, Metacinnabarit, Pyrit, Markasit, Chalcedon und Calcit in hydrothermalen Quecksilber-Lagerstätten in einem detritischen Serpentinit-Tonstein-Sandstein nahe einer heißen Quelle im „Sulphur Creek District“ (Wilbur Springs District) im Colusa County im Bereich der Kalifornischen Küstengebirge beschrieben. Epistilbit tritt ferner zusammen mit Skolezit, Sulfiden und Chlorit in einer Kontaktzone zwischen metamorphosierten oberpaläozoischen Kalksteinen sowie intrusiven Quarz-Monzoniten und Pegmatiten im „Commercial Limestone Quarry“ bei Crestmore Heights unweit Riverside im Riverside County. Das anstehende Gestein in der Nähe enthält u. a. Stilbit, Phillipsit, Chabasit, Natrolith, Laumontit, Thomsonit, Skolezit, Gonnardit und Mordenit. Epistilbit-Kristalle bis zu 8 mm Länge finden sich zusammen mit Stilbit und Heulandit in miozänen blasenreichen Basalten im „Little Sycamore Canyon“ in den Santa Monica Mountains, unweit Thousand Oaks im Ventura County.[11]
  - Colorado: Farblos-wasserklare Epistilbit-Kristalle bis zu 4 mm Länge wurden in mit Quarz und Chalcedon ausgekleideten Blasen in Basalten am Südhang des Uncompahgre Peak im San-Juan-Gebirge unweit Lake City im Hinsdale County beobachtet.
  - Connecticut: Bis zu 2 mm lange, farblose Epistilbite werden in Begleitung von Chabasit und Calcit auf Quarz in Hohlräumen in grünen Vulkaniten entlang des „Wilbur Crass Parkway“, Tolland County. Von Brewsterit begleitete, mikroskopisch kleine Epistilbit-Kristalle finden sich in einem Hohlraum in Pyroxen in einer kontaktmetamorphen Zone bei Danbury, Fairfield County.
  - Hawaii: Exzellente Stufen mit glänzenden, farblos-durchsichtigen, gestreckten Epistilbit-Kristallen bis zu 3 mm Größe stammen aus einem rötlichbraunen, blasenreichen Basalt aus dem stillgelegten „Puu o Ehu Quarry“ am Nordufer des Enchanted Lake in den Lanikai Hills, Kailua, Insel Oʻahu, Honolulu City and County. Farblos-durchsichtige Epistilbit-Kristalle bis zu 3 mm Länge fanden sich zusammen mit Chabasit, Analcim, Skolezit, Calcit, Quarz, Pyrit und Aragonit in blasenreichen Olivinbasalten aus dem „Kapaa Quarry“, Kailua, Oʻahu. In Vulkaniten aus dem „Kaena Quarry“ bei Mokulēʻia auf Oʻahu fand sich Epistilbit in Begleitung von Phillipsit und Aragonit.[11]
  - New Jersey: Epistilbit, angeblich aus „Bergen Hill“, hat sich als Thomsonit erwiesen. Bei „Epistilbiten“ aus „Paterson“, „Summit“ und „Upper Montclair“ handelt es sich häufig um flach terminierte Stilbite.[11] Der „Upper New Street Quarry“ (Burger’s Quarry) bei Paterson, Passaic County, hat hingegen wirklich Epistilbit geliefert.[9]
  - New York: Aus dem „Baylis Quarry“ bei Bedford im Westchester County stammender Epistilbit hat sich als flach terminierter Stilbit herausgestellt.[11]
  - Oregon: Farblose halbkugelige Epistilbitaggregate bis zu 1 cm Durchmesser, die auf Mordenit sitzen und von radialem Heulandit und massivem Garranit überzogen werden, finden sich in blasenreichen eozänen Basalten am „Neer Road Pit“ bei Goble, Columbia County. In den Hohlräumen kristallisierten die Minerale in der Sukzession gediegen Kupfer → Tonminerale → Okenit → Tschernichit-Boggsit → Lévyn-Offretit → Erionit → Heulandit → Mordenit → Epistilbit → Heulandit → Opal → Chalcedon → Seladonit → Okenit → Apophyllit-Stilbit-Apophyllit →Analcim-Cowlesit-Analcim → Garronit-Phillipsit → Lévyn-Thomsonit-Lévyn → Mesolith-Thomsonit → Chabasit → Calcit. Farblos-durchsichtige, flache, nach (110) und (100) verzwillingte Epistilbite wurden zusammen mit Siderit in blasenreichen Basalten entlang des „Clackamas River“, Estacada, Clackamas County, beobachtet.[11]
  - Pennsylvania: „Epistilbit“ aus Perkiomenville im Montgomery County ist lediglich flach terminierter Stilbit.[11]
  - Washington: Außergewöhnliche Stufen mit glänzenden, milchigweißen Epistilbit-Kristallen bis zu 2,5 cm Länge fanden sich auf nadeligem Mordenit und reiskornartigem Quarz in tertiären Vulkaniten entlang des Nordufers des Riffe Lake, Kosmos bei Morton, Lewis County. In bis zu 5 cm Durchmesser aufweisenden ehemaligen Gasblasen in Basalten entlang des „Big Tree Creek“, Yacolt, Clark County, wurde Epistilbit in verschiedenen Generationen beobachtet. Zuerst entstandener Epistilbit bildet opake, cremefarbene, traubig-nierige Hohlraumauskleidungen oder bis zu 1 cm große Einzelkristalle auf rosa- bis lachsfarbenem Heulandit und Mordenit. Eine spätere, farblose Generation überwächst präexistente Epistilbit-Kristalle und bildet so Phantomkristalle mit den Formen {110}, {001}, {010} und {112} oder winzige, farblose, flache Zwillinge bis zu 4 mm Größe. Auf dem Epistilbit kristallisierten Lévyn, Gonnardit und Thomsonit. Die Bildungsreihenfolge ist Tonminerale → Mordenit → farbiger Heulandit → Chalcedon → Quarz → Epistilbit → Skolezit → Laumontit → farbloser Heulandit → Stilbit → Epistilbit-Lévyn → Gonnardit → Phillipsit → Thomsonit → Mesolith → Chabasit → Calcit. Winzige farblose Epistilbite wurden selten in mit Quarz ausgekleideten Hohlräumen in blasenreichen Basalten entlang des „First Creek“ bei Liberty, Kittitas County beobachtet. Das Mineral tritt auch in alterierten Basalten südlich von Vale auf der Grenze der Counties Thurston und Lewis sowie auf Mordenit im südlich von Kalama, Cowlitz County, gelegenen Steinbruch „Todd Road Quarry“ auf. Schließlich wurde farblos-transparenter Epistilbit auch in Begleitung von Heulandit, Stilbit, Fluorit, Datolith, Pyrit und Calcit in Gängen sowie Gasblasen in Vulkaniten bei „Quartz Creek“ am Lewis River im Skamania County gefunden.[11]

## Verwendung
Obwohl Zeolithe auf unterschiedlichste Weise – z. B. als Ionenaustauscher, Molekularsiebe, für Waschmittel oder als Katalysatoren in der chemischen Industrie – Verwendung finden, besitzt Epistilbit keine wirtschaftliche Bedeutung. So ist er aufgrund seiner Seltenheit nur für den Sammler von Mineralen von Interesse. Neuerdings existieren modifizierte Materialien aus säurebehandeltem Epistilbit, die in der Lage sind, Treibhausgase wie Kohlenstoffdioxid, CO2, und Stickstoffdioxid, NO2 zu adsorbieren.
Ungeachtet seiner geringen Härte und der nur sehr selten ausgeprägten Farben ist Epistilbit auch verschliffen worden, allerdings zumeist nur als Kuriosität. Aus größeren indischen Kristallen sind 4 mm große und 0,12 ct schwere Steine geschliffen worden.
Eventuell stellt Epistilbit ein Gesundheitsrisiko dar, da er möglicherweise sowohl faserbildend und damit Lungenerkrankungen verursachend als auch mutationsauslösend ist.